# David Merdy
David Merdy est un footballeur français né le 19 décembre 1975 à Brest. Il évoluait au poste d'attaquant.

## Biographie
David Merdy a disputé 7 matchs en Division 1 avec le Stade rennais.